# Eloria teffe
Eloria teffe är en fjärilsart som beskrevs av Collenette 1950. Eloria teffe ingår i släktet Eloria och familjen tofsspinnare. Inga underarter finns listade i Catalogue of Life.